# Alexandru Meszaros
Alexandru Meszaros (Târgu Mureș, 26 maggio 1933 – 4 agosto 2016) è stato un calciatore romeno, di ruolo attaccante.

## Carriera

### Club
Nel 1959 si unì alla Steagul Roșu Brașov dove giocò fino al 1965 vincendo la Coppa dei Balcani per club.

## Palmarès

### Club

#### Competizioni internazionali
- Coppa dei Balcani per club: 1

Steagul Roșu Brașov: 1961